# زراعة الأعشاب البحرية

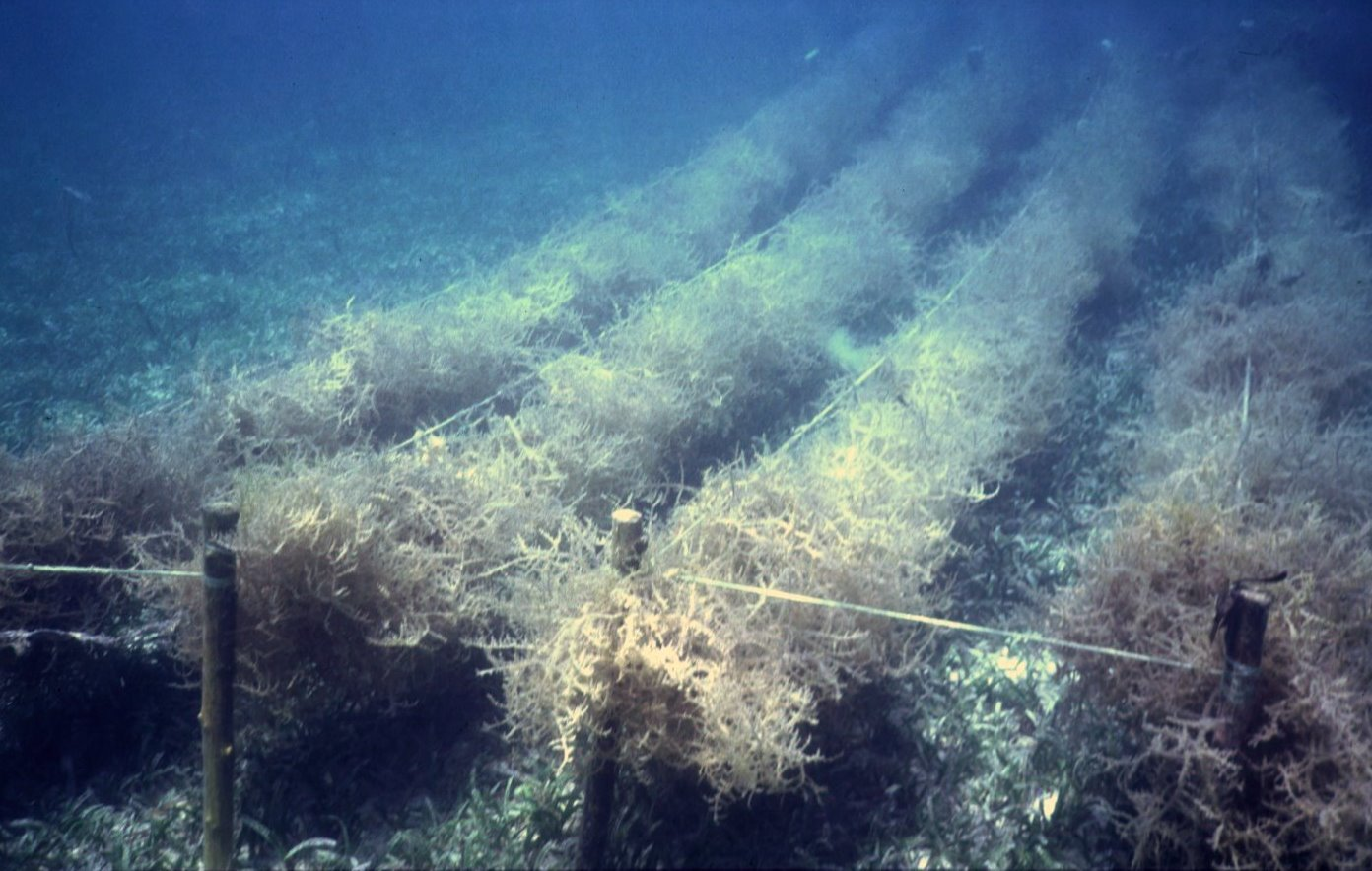
زراعة أعشاب بحرية تحت الماء في الفلبين

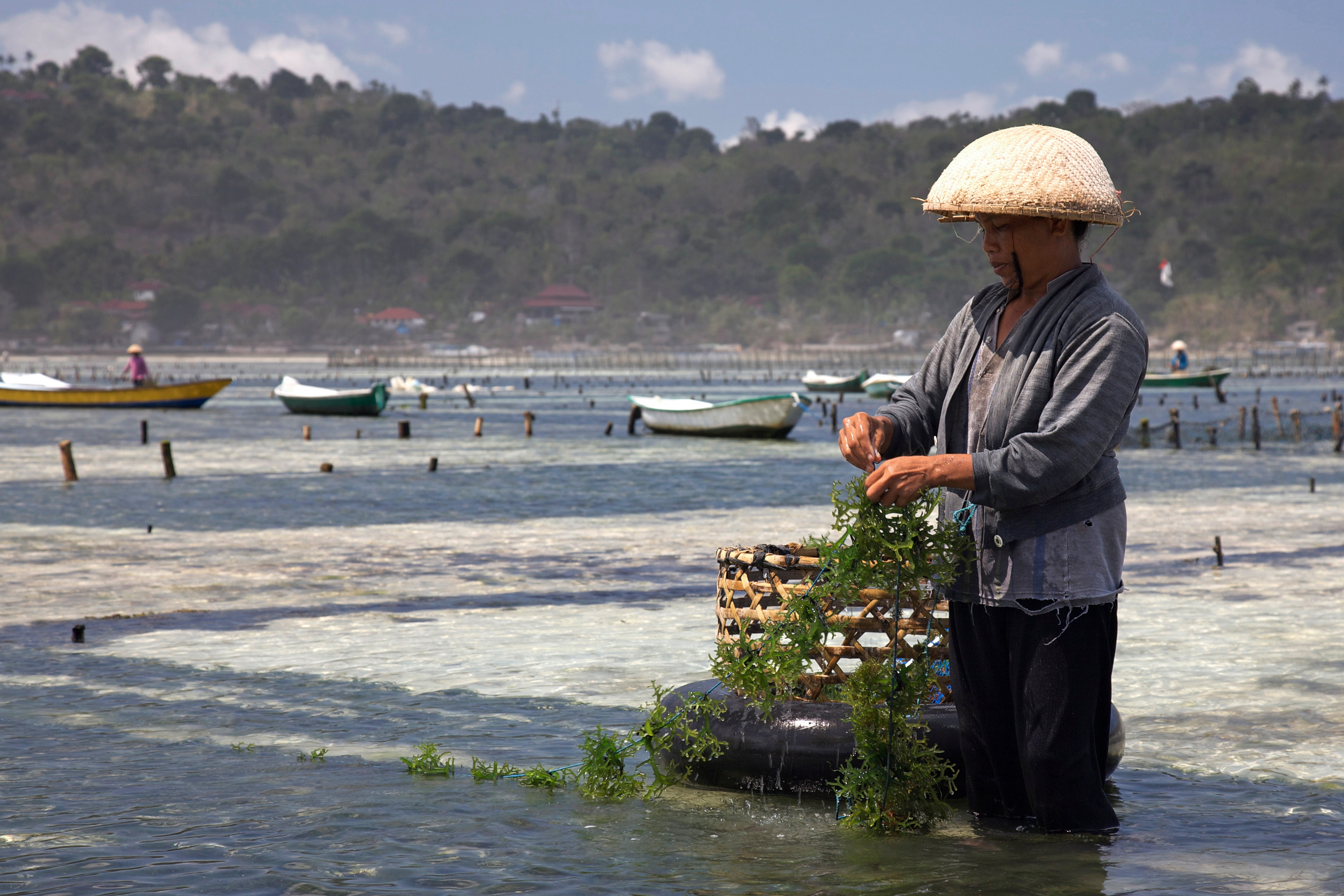
مزارع أعشاب بحرية في نوسا ليمبونغان (إندونيسيا) يجمع الأعشاب البحرية الصالحة للأكل التي نمت على حبل.

تتضمن زراعة الأعشاب البحرية الزراعة والحصاد وتقوم الطريقة المبسطة على الإشراف على المجموعات الموجودة بشكل طبيعي. بينما الطريقة المتقدمة تعتمد على السيطرة كليا على دورة حياة الأعشاب.
تعد Gelidium و plerocladia و porphyra و Laminaria من أنواع الطعام التي تنميها الزراعة المائية في اليابان والصين وكوريا. تطورت زراعة الأعشاب البحرية مرارا كبديل لرفع الحالة الاقتصادية وتقليل الضغط على الصيد والحد من استغلاله. تحصد الأعشاب البحرية من جميع أرجاء العالم ليكون مصدرا للغذاء وسلعة للتصدير لإنتاج مستحضرات الأغار وكاراجينان.
تسود الأعشاب البحرية بشكل كبير النباتات المائية المزروعة المكونة للمنتجات العالمية. ونمت كمية المخرجات بالغة 13.5 مليون طن في عام 1995 إلى 30 مليون طن في عام 2016. وكان إنتاج الاعشاب البحريه يمثل نسبة 26٪ في سنة 2014. تنتج زراعة الأعشاب البحرية محاصيل خالية من الكربون كما أن لديها إمكانية عالية في تخفيف آثار التغير المناخي. بحث تقرير اللجنة الدولية للتغيرات المناخية في تقرير خاص عن المحيط والغلاف الجليدي حول تغير المناخ على إقامة المزيد من الأبحاث عن طريقة التخفيف.
صورة
يجمع مزارع اعشاب بحرية نمت على الحبال صالحة للاكل في جزيرة ليمبونغان في اندونيسيا.

## التاريخ
ذكرت الكتب في كوريا حصاد طحلب (gim) من القرن الخامس عشر مثل: مسح منقح ومعزز جغرافية كوريا وجغرافيا مقاطعة جيونج سانج.
بدأت زراعة الأعشاب البحرية في خليج طوكيو مطلع عام 1676. في فصل الخريف من كل سنة يرمي المزارعون أغصان الخيزران في المياه الضحلة الموحلة حيث تجمعها أبواغ الأعشاب البحرية. وبعد بضعة أسابيع تتحرك هذه الأغصان إلى مصب النهر. تساعد المواد المغذية الموجودة في النهر على نمو الأعشاب البحرية. طور اليابانيون في عام 1940 هذه الطريقة بوضع شبكة اصطناعية مربوطة في أعمدة الخيزران. ضاعف ذلك الإنتاج بكفاءة وتعد طريقة هيبي البديل الأرخص حيث يتم مد حبل بين سوق الخيزران. في مطلع عام 1940 لوحظ طلب الأعشاب البحرية ومنتجاتها. تعد outstripping supply والزراعة أفضل الطرق لزيادة الإنتاج. انتشرت زراعة الأعشاب البحرية خارج اليابان. .في عام 1997 قدر عدد الأشخاص في الفلبين الذين يكسبون رزقهم من زراعة الأعشاب البحرية 40.000 شخص. كما أن زراعته شائعة في كل من جنوب غرب آسيا وكندا وبريطانيا واسبانيا والولايات المتحدة. في عام 2000 عنيت زراعة الأعشاب البحرية باهتمام شديد نظرا لإمكانية على تخفيف آثار تغير المناخ وغيره من مشاكل البيئة مثل جريان المياه السطحية. ويمكن الجمع بين زراعة الأعشاب البحرية وغيرها من الأنشطة المائية كتربية الأسماك القشرية لتحسين الأجسام المائية مثل التطبيقات التي عملتها شركة جرين ويف وهي شركة أمريكية غير ربحية. حثت اللجنة الدولية لتغيرات المناخية على إقامة المزيد من الدراسات فيما يخص أسلوب التخفيف.

## الطرق
أوصى مرشدي زراعة الأعشاب البحرية في الفلبين بزراعة الأعشاب البحرية لاميناريا بعمق متر واحد بالتقريب وفي مستوى جزر منخفض. كما أنهم نصحوا بقطع الأعشاب البحرية وإزالة قنافذ البحر قبل الشروع في الزراعة. تعقد النباتات على شكل خيوط أحادية تثبت بين أعمدة شجرة المنغروف وتنعقد في الركائز تعد هذه من الطرق الأساسية حتى يومنا هذا.
وتوجد طرق زراعة بالخيوط الطويلة بعمق 7 أمتار تقريبا للمياه العميقة. وتستخدم خيوط الزراعة التي تطفو على السطح مثبتة في القاع كطريقة رئيسية في قرى سولاوسي الشمالية اندونيسيا. وتستخدم هذه الطريقة من الزراعة على كل من سكرنية و undaria و eucheuma و Kappaphycus و Gracilaria . تتطلب زراعة الأعشاب البحرية في آسيا الأيدي العاملة ولا تحتاج إلى الكثير من التقنية. تقوم العديد من الدول على محاولة تبني التقنية الحديثة في الزراعة لزرع النباتات في أحواض على اليابس حتى يتم الحد من الأيدي العاملة لكن بعد ما يتم التأكد من قابلية نجاحه تجاريا.كان هناك نقاش كبير حول كيفية استزراع الأعشاب البحرية في المحيط المفتوح كوسيلة لتجديد مجموعات الأسماك المهلكة والمساهمة في عزل الكربون. وتجدر الإشارة إلى أن تيم فلانيري قد سلط الضوء على كيف أن نمو الأعشاب البحرية في المحيط المفتوح، والذي يسهله التدفق الصناعي والركيزة، يمكن أن يتيح عزل الكربون إذا غرقت الأعشاب البحرية تحت عمق كيلومتر واحد. وبالمثل، فإن مؤسسة المناخ التابعة للمنظمات غير الحكومية وعدد من خبراء الزراعة المستدامة قد افترضوا أن الاستزراع البحري للأنظمة البيئية للأعشاب البحرية يمكن إجراؤه بطرق تجسد المبادئ الأساسية للزراعة المستدامة، وبالتالي تشكل الزراعة المستدامة البحرية. يتصور المفهوم استخدام المنصات العائمة والمغمورة بالمياه السطحية كركيزة لتكرار النظم البيئية الطبيعية للأعشاب البحرية التي توفر الموائل وأساس الهرم الغذائي للحياة البحرية. باتباع مبادئ الزراعة المستدامة، يمكن حصاد الأعشاب البحرية والأسماك بشكل مستدام مع عزل الكربون في الغلاف الجوي. اعتبارًا من عام 2020، تم إجراء عدد من التجارب الناجحة في هاواي والفلبين وبورتوريكو وتسمانيا. لقد حظيت الفكرة باهتمام عام كبير، ولا سيما عرضها كحل رئيسي غطاها فيلم دامون جامو الوثائقي 2040 وفي كتاب السحب: الخطة الأكثر شمولاً التي تم اقتراحها لعكس ظاهرة الاحتباس الحراري الذي حرره بول هوكين.

## الأثار البيئية

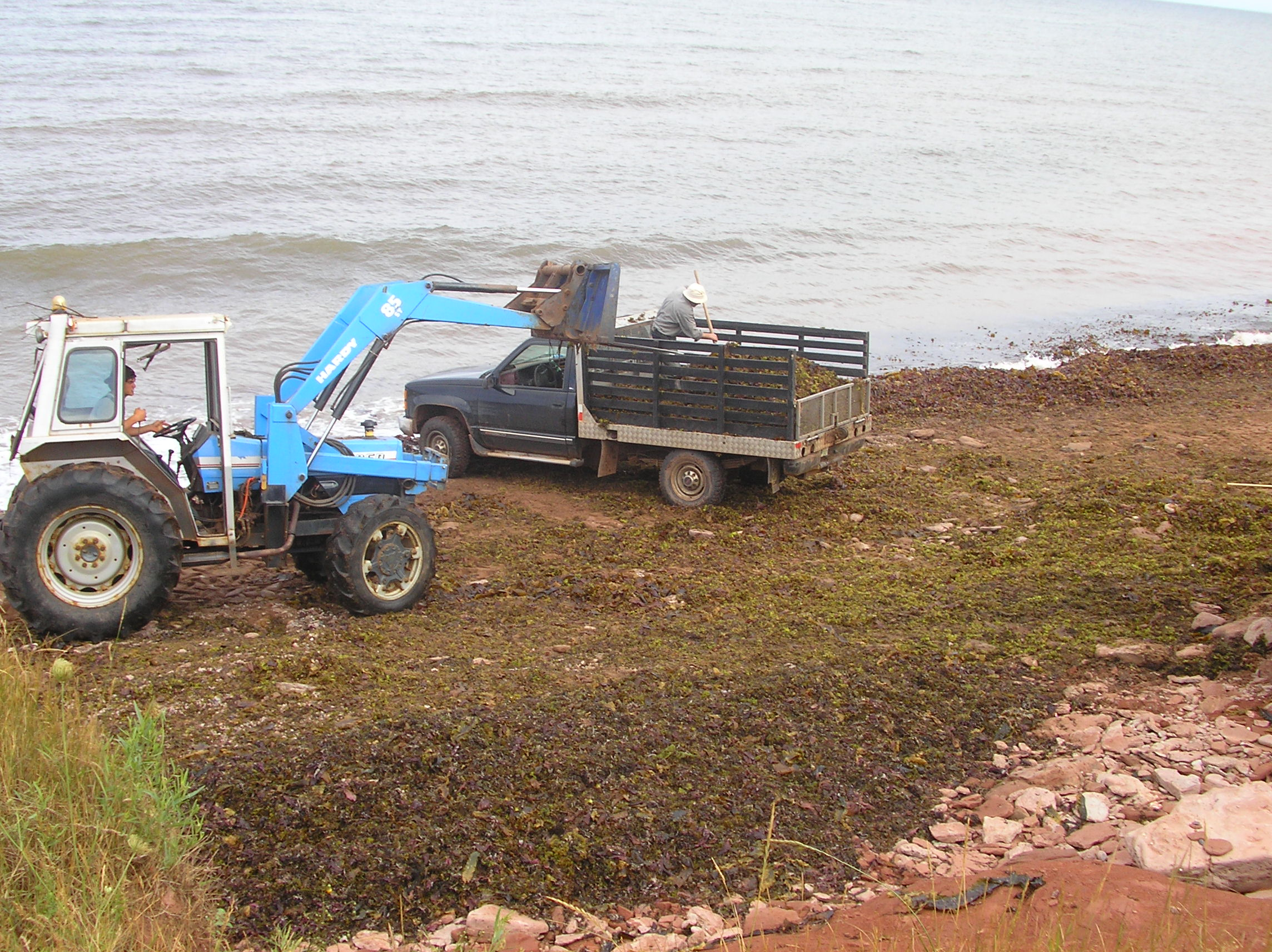
حصاد الأعشاب البحرية البنية، كيب الشمالية، كندا

تسبب زراعة الأعشاب البحرية العديد من المشاكل البيئية. يقطع الفلاحين في بعض الأحيان أشجار الأيكة الساحلية ليستخدموها كدعائم للحبال. ويؤدي ذلك إلى التأثير السلبي على الزراعة حيث أن ذلك يؤدي إلى التأثير على جودة المياه والتنوع البيولوجي للمنغروف بسبب نفادهم. يزيل المزارعون أعشاب حزامية من منطقة الزراعة وذلك يؤثر على جودة المياه. تساعد زراعة الأعشاب البحرية على الحفاظ على الشعاب المرجانية كما أنها تصنع بيئة غنية الأسماك واللافقاريات. تساعد على زيادة اعداد الأسماك التي تتغذى على الأعشاب والأسماك القشرية. ذكر بولناك وأخرون، 1997. أن زراعة الأعشاب البحرية أدت إلى زيادة أعداد الأسماك في قرى سولاوسي الشمالية في أندونيسيا. تساعد زراعة الأعشاب البحرية على امتصاص المواد الغذائية الزائدة ونقلها إلى الأنسجة الحية. ويطلق على ذلك المعالجة الحيوية الذي يشمل النباتات والحيوانات. ويطلق على زراعة وحصاد الأعشاب البحرية والأسماك القشرية الزراعة الحيوية. (انظر مقالة التلوث بالمغذيات). تعد زراعة الأعشاب البحرية عامل بيولوجي لإزالة الكربون.كان هناك اهتمام كبير بكيفية عمل زراعة الأعشاب البحرية على نطاق واسع في المحيطات المفتوحة كشكل من أشكال عزل الكربون للتخفيف من تغير المناخ. أظهر عدد من الدراسات الأكاديمية أن غابات الأعشاب البحرية القريبة من الشواطئ تشكل مصدرًا للكربون الأزرق، حيث يتم نقل مخلفات الأعشاب البحرية بواسطة التيارات الموجية إلى وسط المحيط وأعماق المحيطات وبالتالي عزل الكربون. علاوة على ذلك، لا يوجد شيء على الأرض يعزل الكربون أسرع من طحلب الكلب العملاق (المعروف أيضًا باسم عشب البحر العملاق) الذي يمكن أن يصل طوله إلى 60 مترًا وبسرعة تصل إلى 50 سم يوميًا في ظروف مثالية. ولذلك فقد اقترح أن زراعة الأعشاب البحرية على نطاق واسع يمكن أن يكون لها تأثير كبير على تغير المناخ. وفقًا لإحدى الدراسات، فإن تغطية 9٪ من محيطات العالم بغابات عشب البحر يمكن أن «ينتج ما يكفي من الميثان الحيوي ليحل محل جميع احتياجات اليوم من طاقة الوقود الأحفوري، بينما يزيل 53 مليار طن من ثاني أكسيد الكربون سنويًا من الغلاف الجوي، مما يؤدي إلى استعادة مستويات ما قبل الصناعة.».

## العوامل الاقتصادية والاجتماعية
يبلغ الإنتاج السنوي من الأعشاب البحرية نوع نوري في اليابان مليوني دولار وتعد من أهم المحاصيل المائية. وأدى الطلب العالي للأعشاب البحرية إلى توفير العديد من الفرص الوظيفية في المناطق المحلية. أظهرت دراسة أقامتها الفليبين أن قطع الأراضي التي تبلغ مساحتها هكتارا واحدا تقريبا يمكن أن يكون لها دخل صافي من زراعة اليوكوما مما يعادل 5 إلى 6 أضعاف متوسط الحد الأدنى للأجر العامل الزراعي: كما أظهرت زيادة في صادرات الأعشاب البحرية من 675 طن متري في عام 1967 إلى 13، 191 طن متري في عام 1980 والتي تضاعفت إلى 28، 000 طن متري بحول عام 1918.

## تانزانيا
أصحبت زراعة الأعشاب البحرية آثار اجتماعية واقتصادية واسعة النطاق في تنزانيا. وتعد مصدر من أهم مصادر الدخل للنساء. وتعد ثالث أكبر مساهم للعمالة الأجنبية في البلاد. تشكل النساء نسبة 90٪ من المزارعين. تستخدم الأعشاب البحرية في صناعة معظم مستحضرات التجميل والعناية.

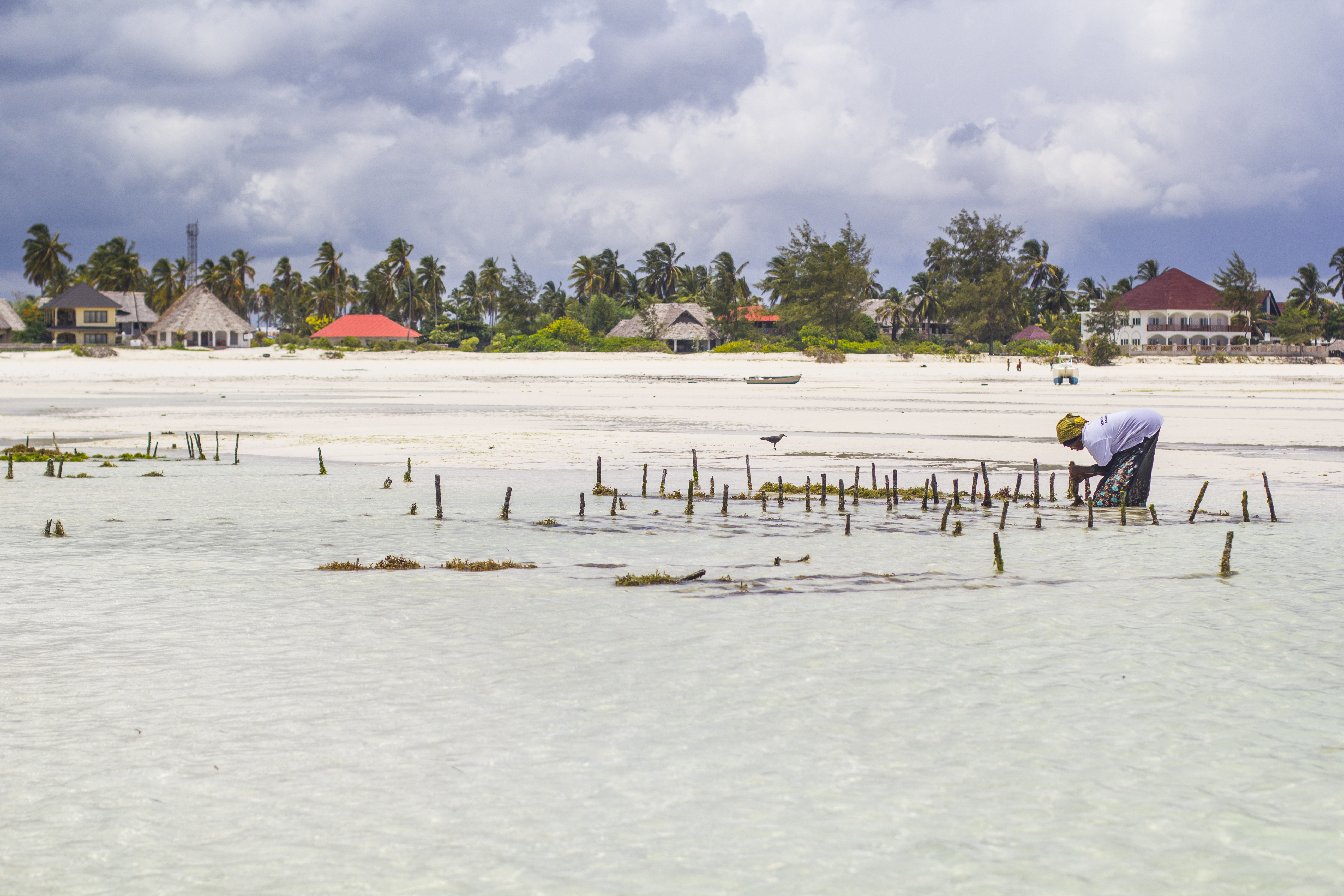
يواجه مزارعي الأعشاب البحرية في زنجبار المناخ المتقلب. كما يتضح في الصورة مزارعة تهتم بمزرعتها في باجي على الساحل الجنوبي الشرقي للجزيرة.
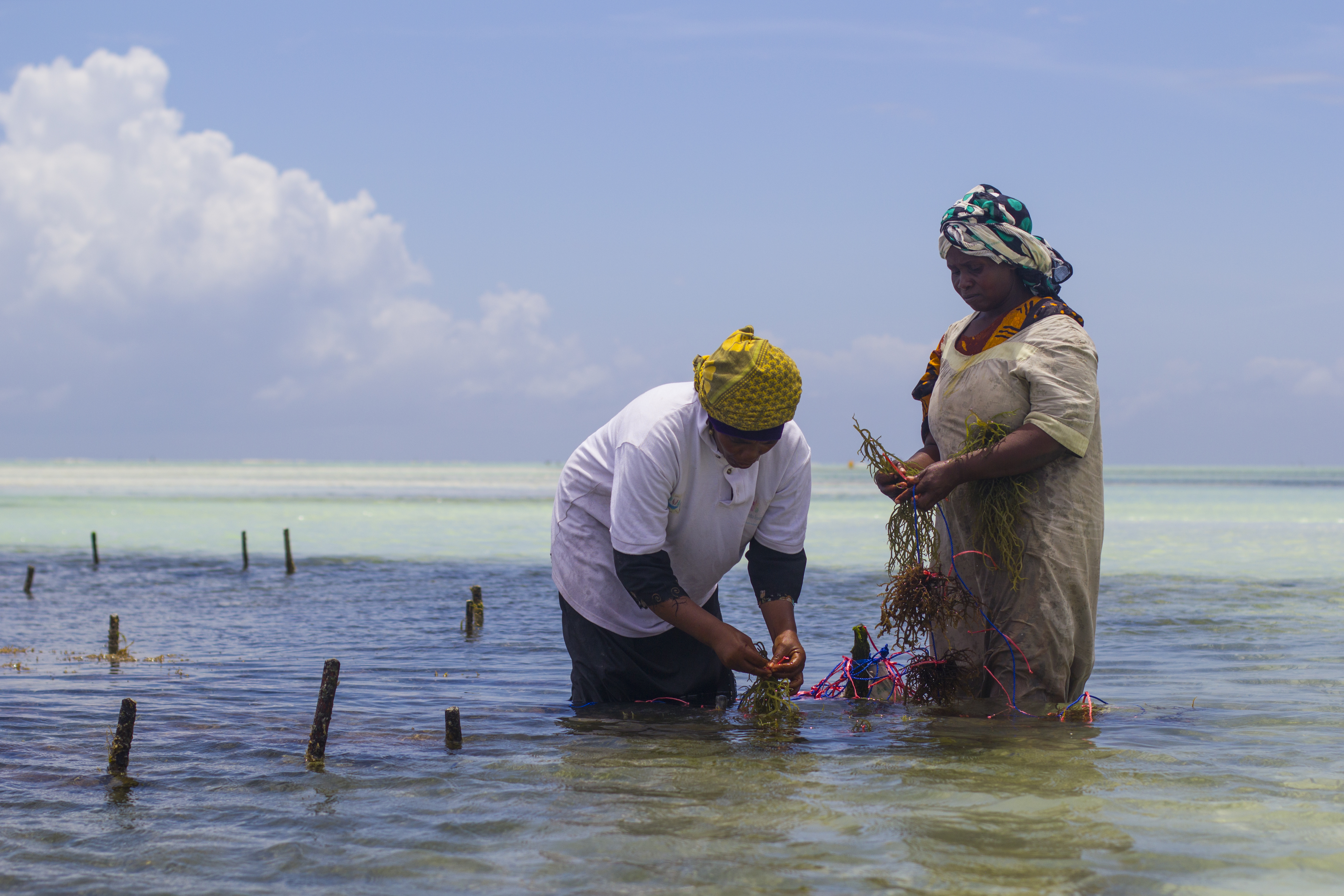
موانيشا مكامي و مشافو رام يزرعان الأعشاب البحرية في جزيرة زنجبار الجميلة لمدة ٢٠ عام . يخوضون في المد المنخفض لمزرعتهم.

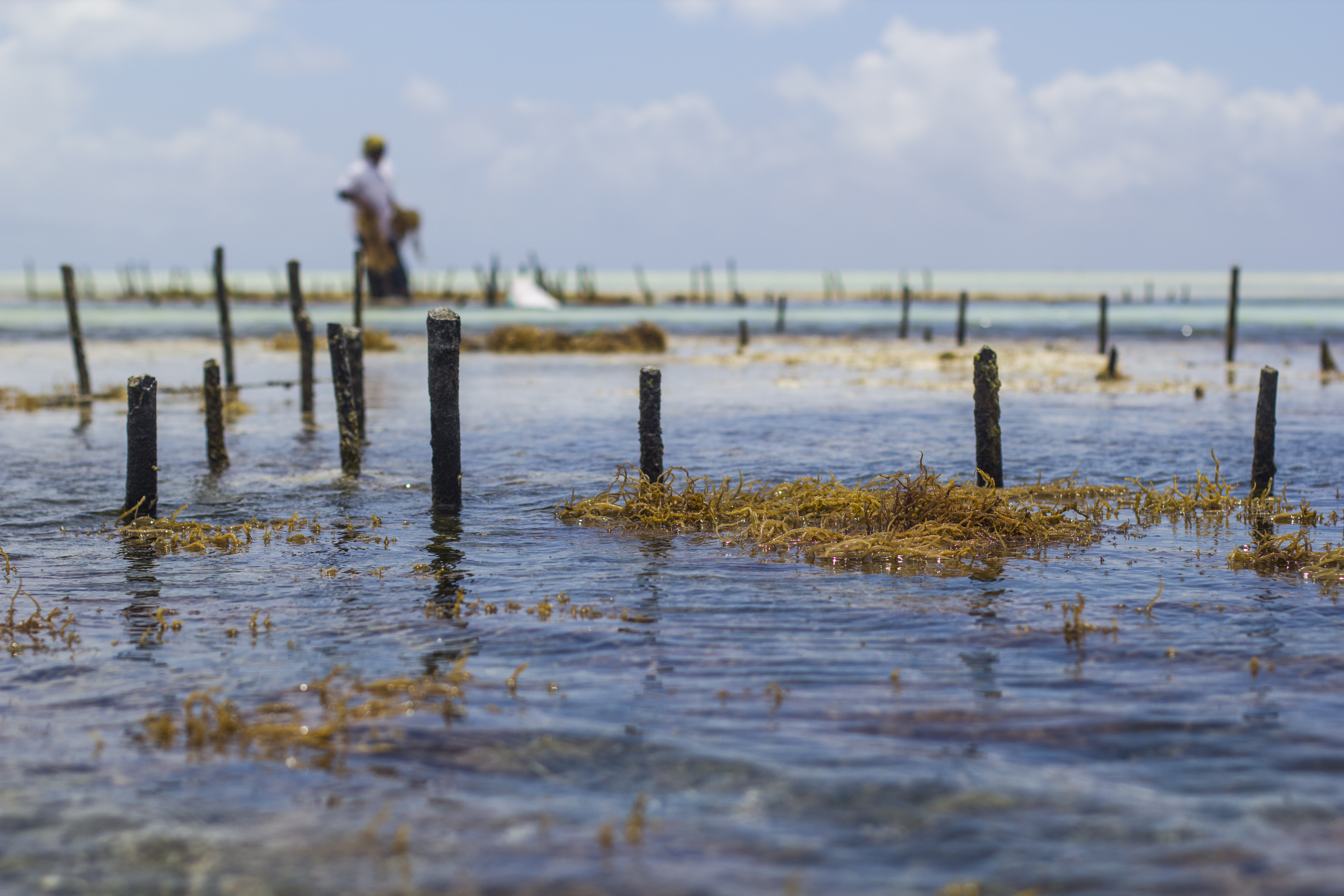
تنمو الأعشاب البحرية تحت الماء لمدة ٤٠ يوم. و عندما تصل إلى كيلو غرام واحد تلتقطه النساء و تجففه ثم تضعه في أكياس لتصديره في إلى الدول مثل الصين و كوريا و فيتنام. حيث يستخدم في الأدوية و الشامبو.
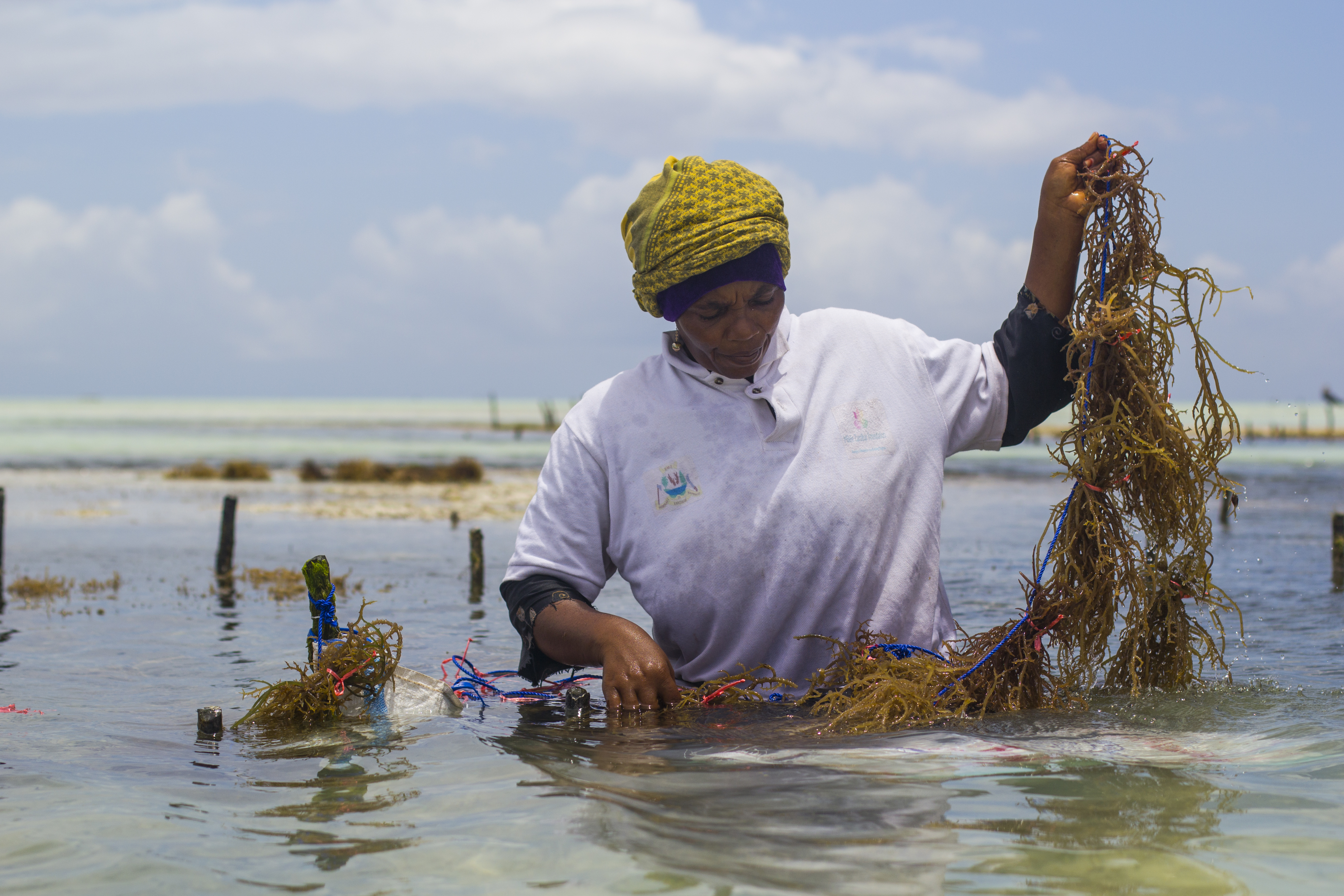
يعاني المزارعون من الكثير من المشاكل بسبب تغير المناخ. قبل عقدين من الزمن طافت ٤٥٠ مزرعة في باجي ولم يبق سوى ١٥٠ مزرعة.

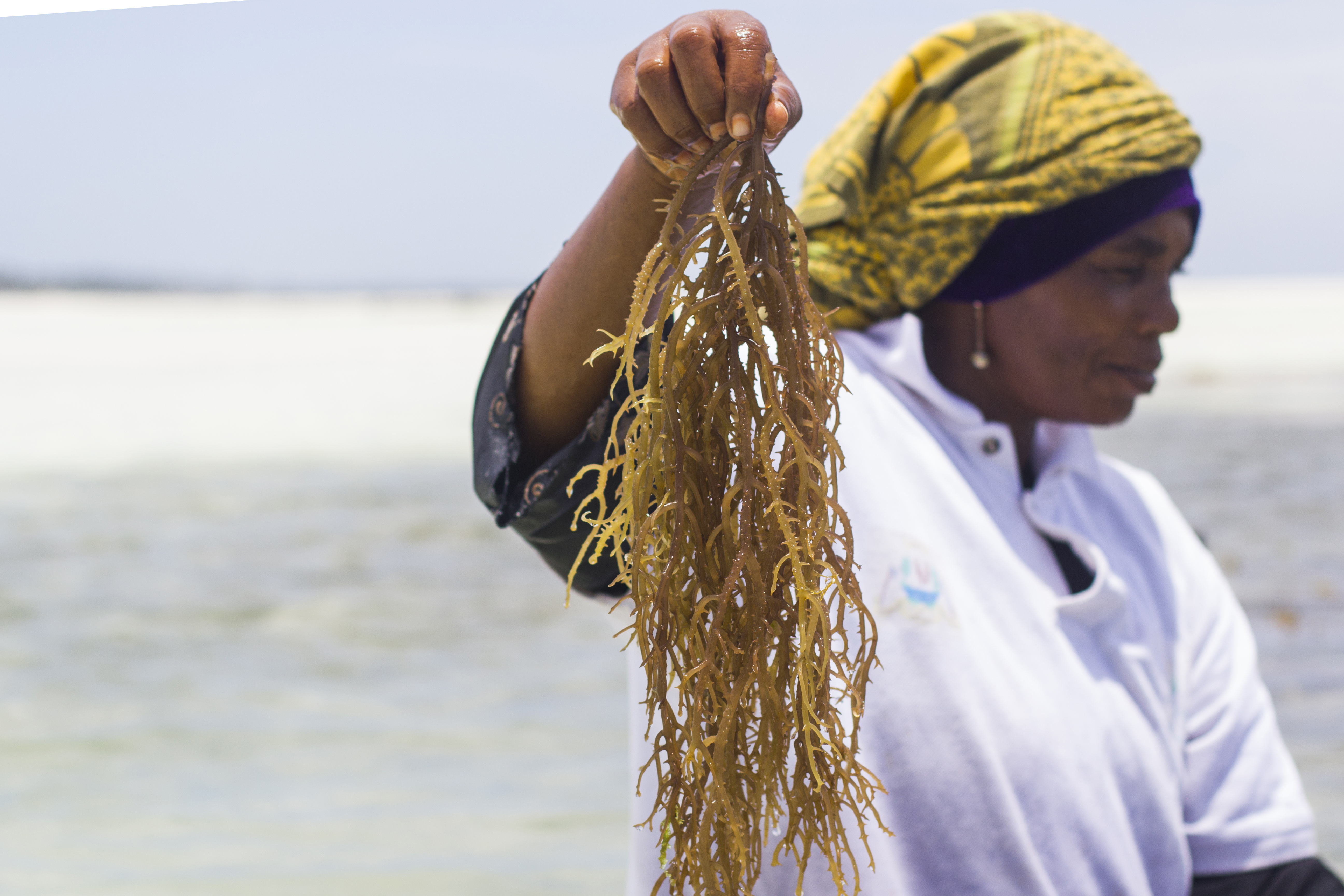
تحمل موانيشا كتلة صالحة من الأعشاب البحرية. تحمل الأعشاب البحرية التي لم يتمكن المزارعون من استخدامها. تنمو عليه مادة بيضاء صلبة –مرض الجليد- الناجم من ارتفاع درجة حرارة المحيط و أشعة الشمس الشديدة.
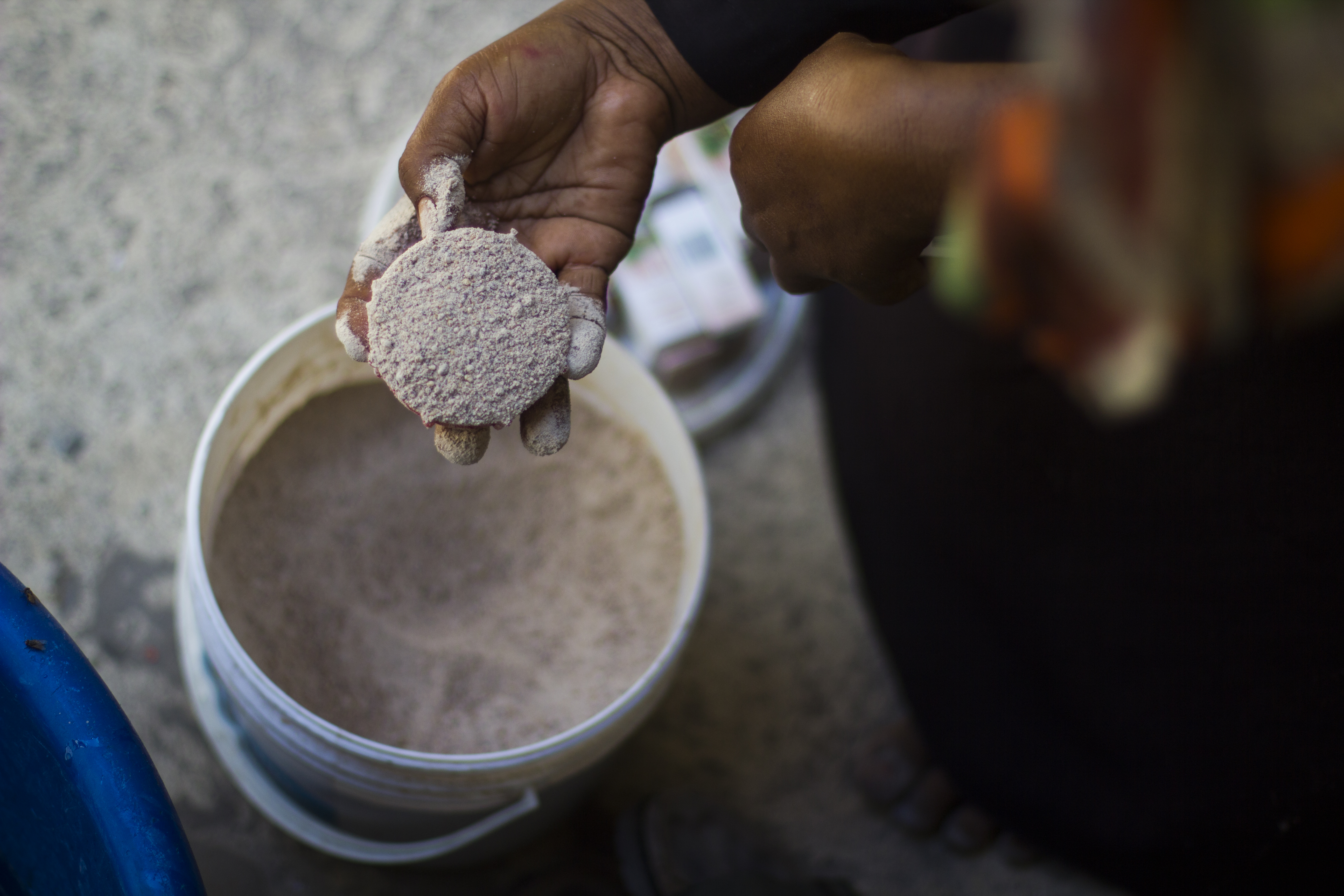
تعلم المزارعون كيف يصنعون الصابون من الأعشاب البحرية في مركز زنجبار للأعشاب البحرية. بدأت هذه الشركة كمنظمة غير حكومية في عام ٢٠٠٩. يخلطون الماء و مسحوق الأعشاب البحرية و زيت جوز الهند ز الصودا الكاوية و الزيوت الأساسية في حوض كبير بلاستيكي.

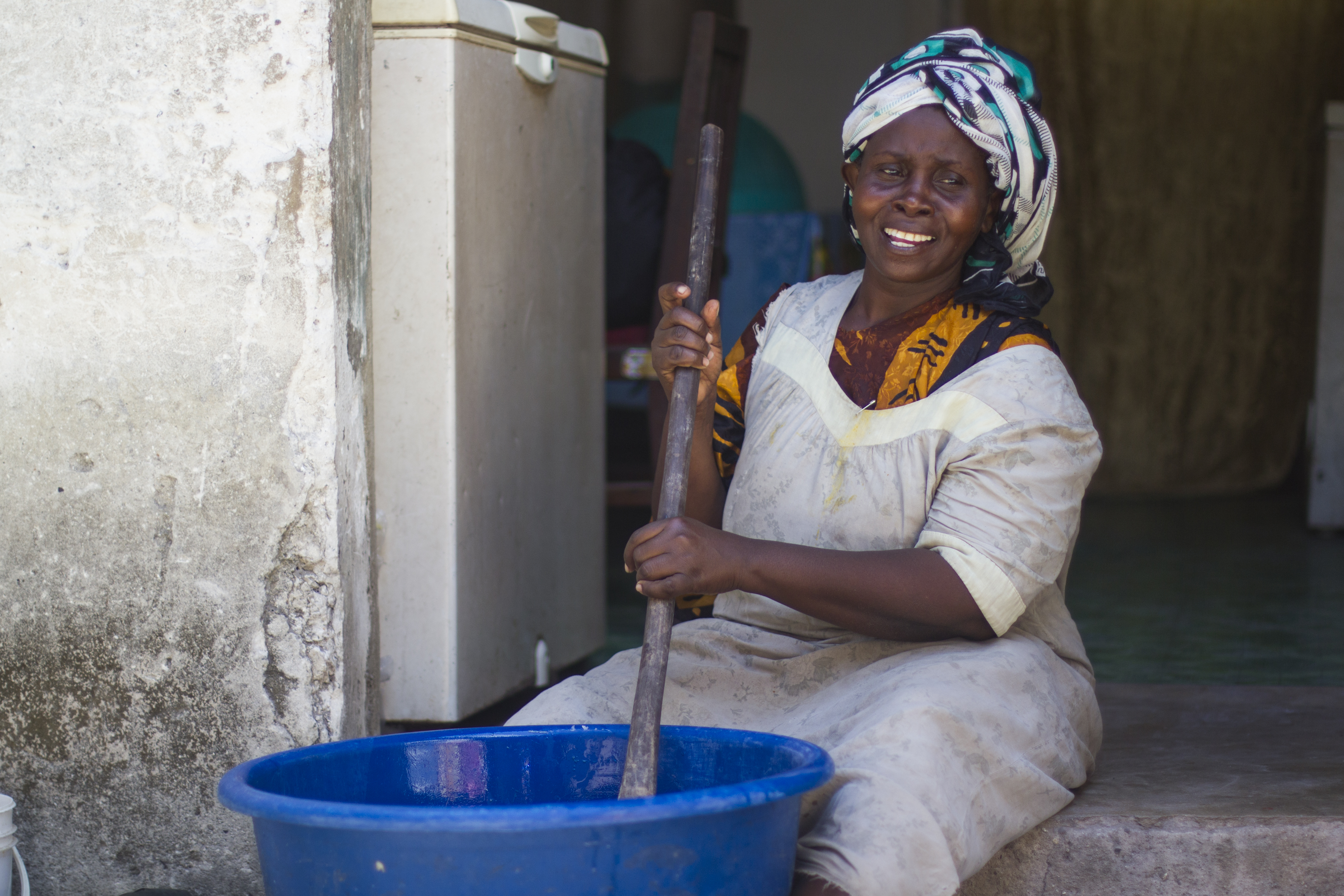
في وقت لاحق من الأسبوع, يبيع المزارعون صابونهم في مدينة زنجبار للعملاء المحلين. برغم من انخفاض مستويات الأعشاب البحرية إلا ان المزارعون وجدوا طريقة لجعل عملهم ذات قيمة .
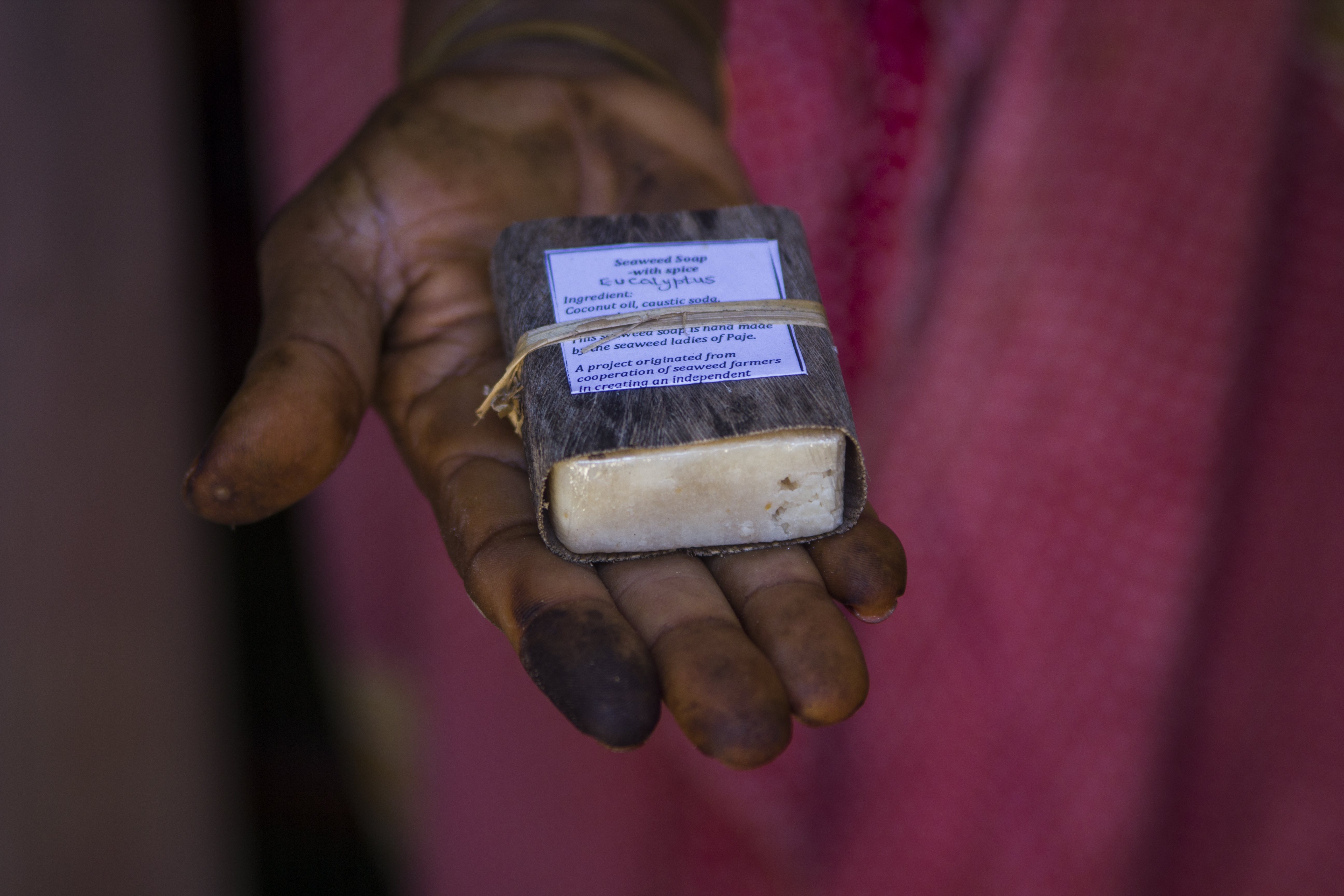
المنتج النهائي , قطعة صابون الأعشاب البحرية.

## الاستخدامات
تستخدم الأعشاب البحرية لصناعة العديد من المنتجات الصناعية المختلفة. كالغذاء وكمصدر طاقه، وقود حيوي.
المواد الكيميائية والصناعية والدوائية أو لصناعة الأطعمة. تعد عشبة كاراجينان وعشبة أغار من المنتجات المشتقة الرئيسية. ومع ذلك هناك مجموعة واسعة من المكونات النشطة بيولوجيا التي يمكن استخدامها في العديد من الصناعات. مثل صناعة الأدوية والأغذية الصناعية ومستحضرات التجميل.

### الكاراجينان
هذا القسم مقتطف من كاراجينان
يطلق عليها صخور صغيرة. تعد عائلة من السكريات الخطية الكبريتية المستخرجة من الأعشاب البحرية الصالحة للأكل. تستخدم على نطاق واسع في صناعة المواد الغذائية. وتتميز بخصائص التبلور والتكثيف والاستقرار. وتستخدم بشكل رئيسي في منتجات الألبان واللحوم بسبب ارتباطها القوي بالبروتينات الغذائية. توجد ثلاثة أنواع رئيسية من الكاراجينان على ثلاث مجموعات.
تستخدم المستخلصات الجيلاتينية من الأعشاب البحرية كراجين (الطحلب الايرلندي) كمضافات غذائية منذ القرن الخامس عشر تقريبا. كما يعد بديل نباتي للجيلاتين لاستبدال الجيلاتين في الحلويات.

### أغار
هذا القسم مقتطف من أغار
يتكون عشب الأغار من مكونين: عديد السكريات الاغاروز وخليط متجانس من جزئيات agaropectin . وهي تشكل البنية الداعمة في جدران الخلايا لأنواع محددة من الأعشاب البحرية. وتطلق عند الغليان. تعرف هذه الأعشاب باسم agarophytes . وتنتمي إلى طائفة ردودفيتا (الطحالب الحمراء).
يعد أجار من عناصر صناعة الحلويات في جميع انحاء أسيا ويعتبر ركيزة صلبة لإحتوائه على وسيط مستنبت يستخدم في مجال علم الأحياء الدقيقة. يستخدم الأجار أيضا كملين ومثبط للشهية وبديل نباتي للجلاتين ومكثف للحساء معلبات الفاكهة والبوظة والحلويات الأخرى. وتستخدم كعامل توضيح في صنع العجة وتبويش الورق والأقمشة.
يعد عامل التبلور في أجار عديد السكريات وغير متنوع. يستخرج من جدران بعض الطحالب الحمراء وبشكل أساسي من Tengusa (Gelidiacea) و ogonori (Gracilari) وتشنق بشكل رئيسي من ogonori لأغراض تجارية. ويعد الأجار من الناحية الكميائية بوليمر متكونا من وحدات فرعية من سكر الجالاكتوز.

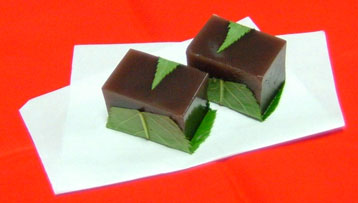
استخدامات الطهي: يوكان - هلام الفاصوليا الحمراء الياباني الشهير المصنوع من أجار
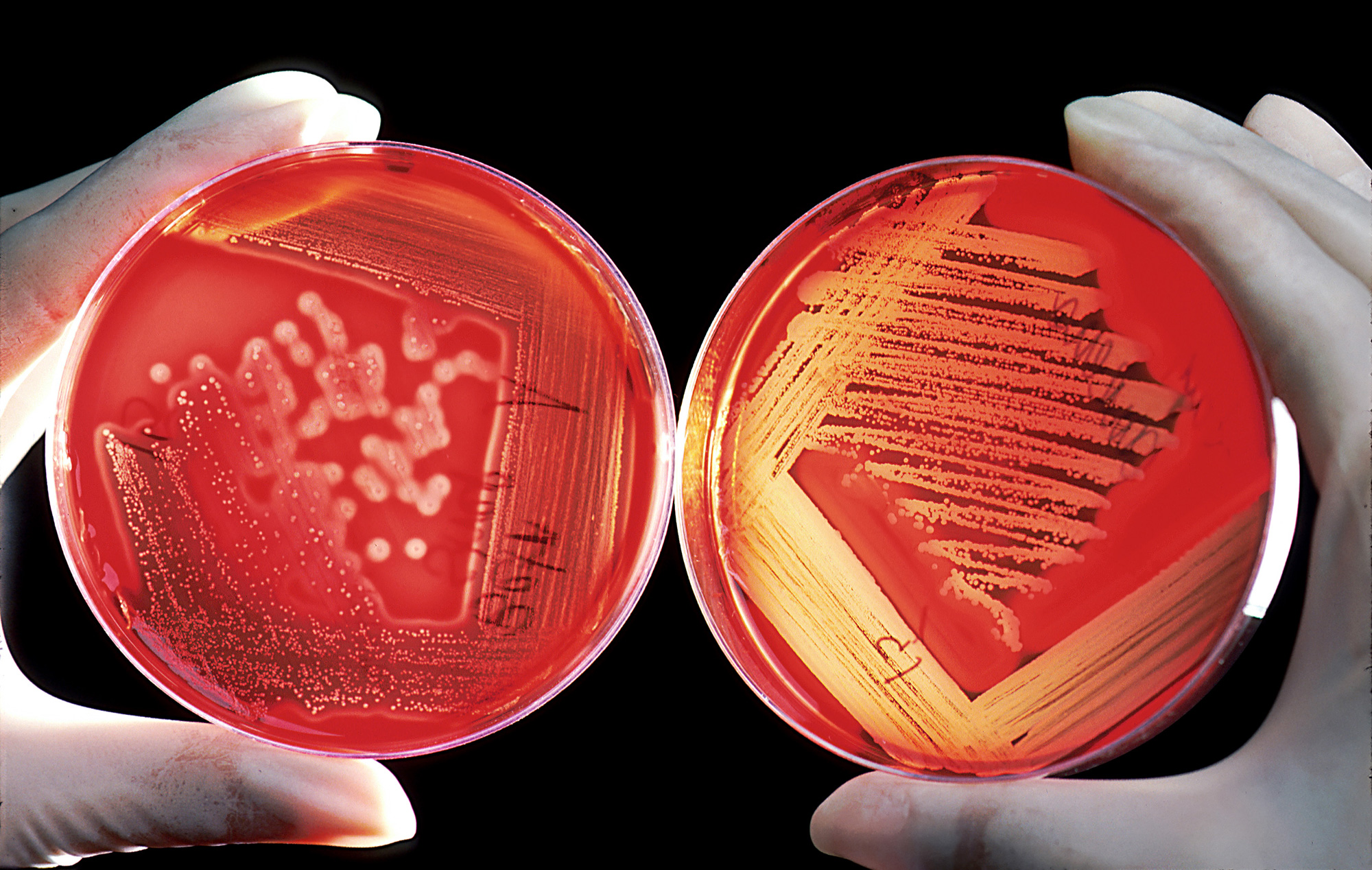
صفيحة أجار الدم تستخدم لزراعة البكتيريا وتشخيص العدوى

## الطعام
هذا القسم مقتطف من الأعشاب البحرية الصالحة للأكل
تعد الأعشاب البحرية صالحة للأكل. ولها عدة مسميات مثل الخضار البحرية. يمكن تناولها واستخدامها في تحضير الطعام. تحتوي عادة على كميات كبيرة من الألياف. وتنتمي إلى واحدة من مجموعات الطحالب متعددة الخلايا. الطحالب الحمراء والطحالب الخضراء والطحالب البنية.
تزرع الأعشاب البحرية وتحصد لكونها مورد طبيعي للأعشاب متعددة السكريات مثل حمض الألجينيك والأغارو الكاراجينان والجيلاتين المعروفة باسم غرواني أو phycocolloids . أكتسبت مادة غرواني أهمية تجارية خاصة في إنتاج المضافات الغذائية. تستغل صناعة المواد الغذائية التبلور واحتباس الماء والمستحلب والخصائص الغذائية الأخرى لهذه الغروانيات المائية.
تعد الأعشاب البحرية المستخرجة من البحر صالحة للأكل بينما الأعشاب المتواجدة في المياه العذبة سامة.تحتوي بعض الأعشاب البحرية على احماض تهيج القناة الهضمية. في حين أن البعض الأخر يمكن أن يكون له تأثير الملين وموازن الكهارل. تعتبر معظم الطحالب الكبيرة غير سامة حيث تكون بكميات معتدلة. يعد طحلب lyngbya سام. وينتج التسمم عادة بسبب أكل الأسماك التي تغذت على هذا النوع السام. ويطلق عليه تسمم بالأسماك المدارية. ويؤدي التعرض إلى هذه الطحالب إلى إلتهاب الجلد. تعد بعض أنواع الأعشاب البحرية Desmarestia حمضية للغاية وتحتوي على فجوات حمض الكبريتيك التي يمكن أن تسبب مشاكل شديدة في القناة الهضمية.
و غالبا يتم تقديم الطبق في المطاعم الصينية الغربية حيث أن (العشب البحري المقرمش) ليس عشبا بحريا بل ملفوف يتم تجفيفه ثم قليه.

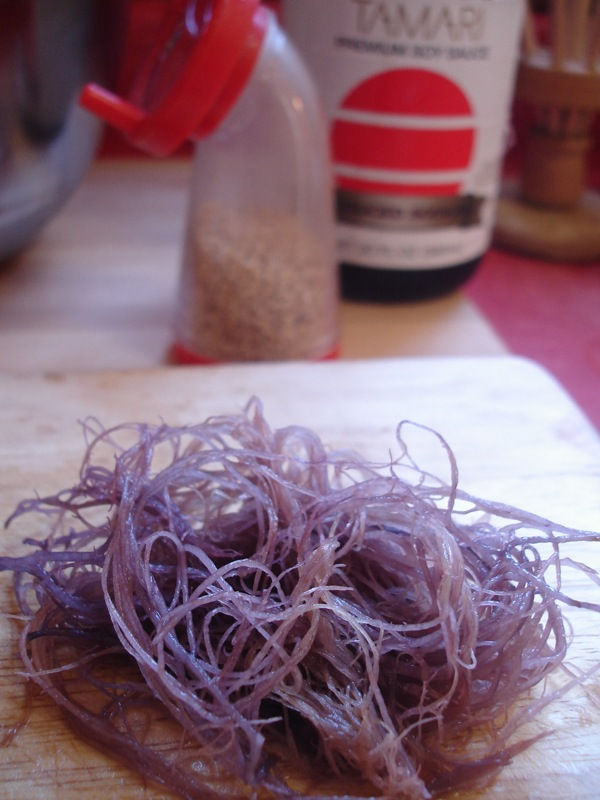
Ogonori ، الطحالب الحمراء الأكثر شيوعًا المستخدمة في صناعة الأجار
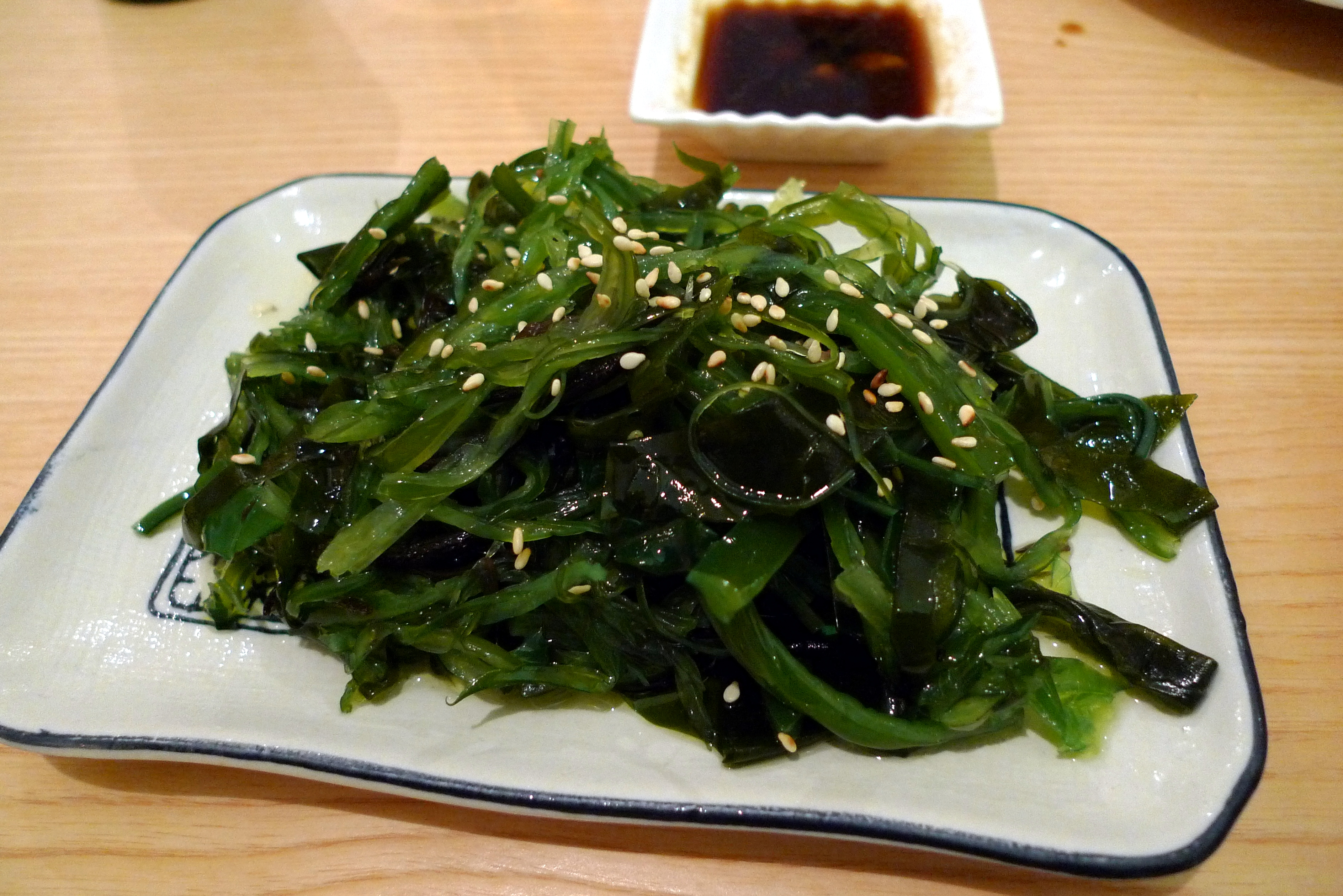
طبق مخلل الأعشاب البحرية الحارة

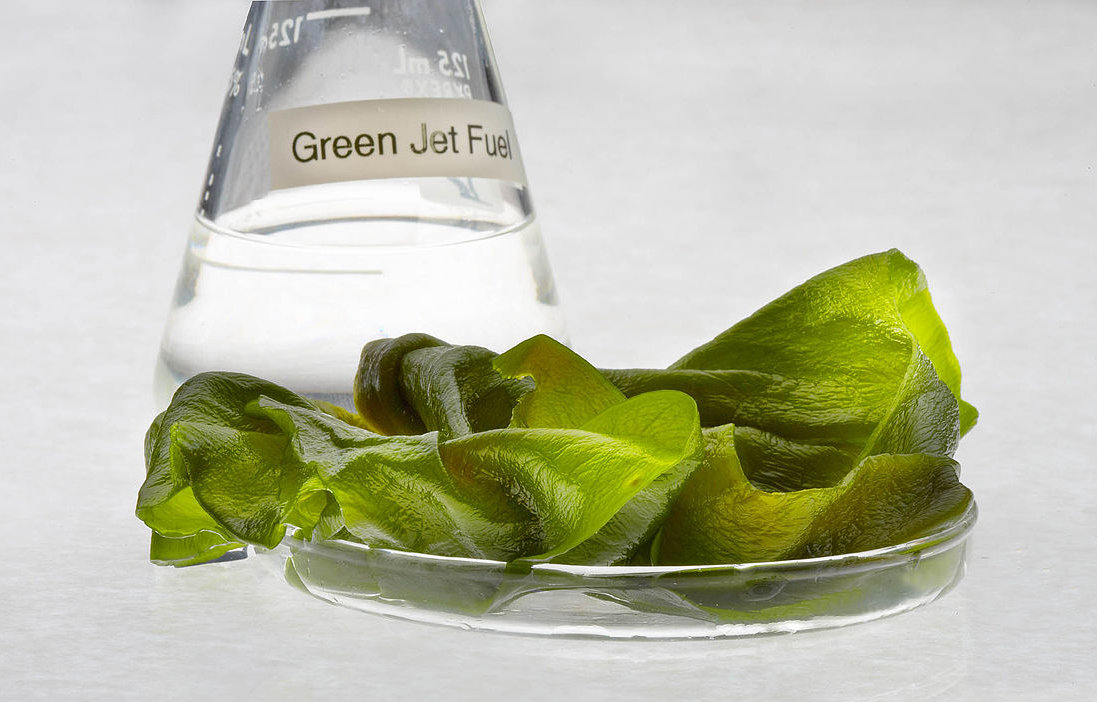
دورق مخروطي الشكل من وقود الطائرات "الأخضر" مصنوع من الطحالب

## الوقود
هذا القسم مقتطف من وقود الطحالب
يستخرج الوقود الطحلبي من الطحالب البحرية ويسمى بوقود الطحالب أو زيت الطحالب ويعد وقود بديل للنفط حيث أن الوقود الطحالب يستخدم الطحالب كمصدر غني للزيوت الغنية بالطاقة. يعتبر هذا النوع من الوقود بديلا لمصادر الوقود الحيوي المعروقة مثل الذرة وقصب السكر. يطلق على الوقود المصنوع من الأعشاب البحرية (الطحالب الكبيرة) ووقود الأعشاب البحرية أو وزيت الأعشاب البحرية.
تمول العديد من الشركات والوكالات الحكومية الجهود التي تساهم في خفض تكاليف رأس المال والتشغيل وجعل إنتاج الوقود الناتج من الطحالب صالح تجاريا. يطلق الوقود الناتج من الطحالب ثاني أكسيد الكربون عندما يحترق تماما مثل الوقود النفطي، لكن غاز ثاني أكسيد الكربون في وقود الطحالب وغيره من الوقود الحيوي لا ينتشر في الجو بسبب استخدامه في التمثيل الضوئي للطحالب والنباتات. أثارت أزمة أسعار الغذاء العالمية الاهتمام بدراسة الطحالب لصناعة الديزل الحيوي وأنواع الوقود الحيوية الأخرى التي تزرع في أراضي غير صالحة للزراعة. يتميز وقود الطحالب بالعديد من الخصائص ومنها: أن لزراعته تأثير ضئيل على موارد المياه العذبة: يمكن زراعتها باستخدام المياه المالحة ومياه الصرف الصحي، تحتوي ابخرة زيوتها على نقطة وميض عالية، تعتبر قابلة للتحلل وغير ضارة نسبيا للبيئة في حال انسكابها وتعد تكلفة الطحالب لكل وحدة كتلة أعلى من محاصيل الوقود الحيوي من الجيل الثاني بسبب ارتفاع راس المال وتكاليف التشغيل. لكن يعتبر إنتاجها أكثر بنسبة 10 إلى 100 مره من الوقود لكل وحدة مساحة. قدرت وزارة الطاقة الأمريكية إن إذا استبدل الوقود النفطي بوقود الطحالب في الولايات المتحدة فسوف يتطلب ذلك 15000 ميل مربع. وهذا يمثل 0.42 ٪ من مساحة الولايات المتحدة أو حوالي نصف مساحة مين. وهذه أقل من سبع مساحة الذرة المحصورة في الولايات المتحدة عام 2000. صرح رئيس منظمة Algal Biomass في عام 2010 . أن سعر وقود الطحالب قد يعادل سعر الوقود النفطي في عام 2018 إذا تم منع ضريبة الإنتاج . ومع ذلك في 2013 قال رئيس شركة إكسون موبيل والرئيس التنفيذي ريكس تيلرسون أنه بعد الالتزام بإنفاق ما يصل إلى 900 مليون دولار على مدى عشر سنوات في تطوير مشروع مشترك مع شركة Synthetic Genomics لمالكها كريغ فينتر، في عام 2009 : انسحبت شركة إكسون بعد اربع سنوات (100 مليون دولار) عندما ادركت أن وقود الطحالب قد يكون له فائدة تجارية بعد 25 سنة. في عام 2017 صرحت كل من شركة Synthetic Genomics وإكسون موبيل عن تطور البحث المشترك للوقود الحيوي المتقدم. يكمن التطور في مضاعفة محتوى الدهون من 20٪ في شكله الطبيعي إلى 40- 55 ٪) في سلالة هندسية وراثية من Nannochlo ropsis gaditana . ومن الناحية الأخرى بدأ كل من شركة Solazyme و Sapphire Energy و Algenol بالبيع التجاري للوقود الطحلبي في عام 2012 و2013 و 2015 على التوالي. بحلول عام 2017 تم التخلي عن معظم الجهود القائمة أو تغيرت الاستخدامات ولم يتبقى منها سوى عدد قليل.